# Guilleminite
La guilleminite est une espèce minérale formée de sélénite hydraté d'uranyle et de baryum, de formule Ba(UO2)3(Se4+O3)2O2 · 3H2O.

## Inventeur et étymologie
La guilleminite a été décrite en 1965 par Pierrot, R., J. Toussaint, et T. Verbeek; elle fut nommée ainsi en l'honneur de Claude Guillemin, minéralogiste français et fondateur du service géologique national du Bureau de recherches géologiques et minières de Paris. À cette époque, on ne connaissait aucun sélénite naturel, il s'agissait donc d'une nouvelle espèce minérale, mais, de plus, d'une  nouvelle famille.

## Topotype
- Musonoi Mine, Kolwezi, Western area, Katanga Copper Crescent, Katanga (Shaba), République démocratique du Congo[2]
- Les échantillons de référence sont déposés au Mines ParisTech (anciennement école nationale supérieure des mines de Paris) de Paris, ainsi qu'au National Museum of Natural History de Washington.

## Cristallographie
- Paramètres de la maille conventionnelle : a = 7,29 Å, b = 16,87 Å, c = 7,07 Å, Z = 2, V = 869,48 Å3
- Densité calculée = 4,90-4,95

## Cristallochimie
- La guilleminite sert de chef de file à un groupe de minéraux isostructuraux.

### Groupe de la guilleminite
- Guilleminite Ba(UO2)3(Se4+O3)2O2 · 3H2O, P 21nm; mm2
- Piretite Ca(UO2)3(Se4+O3)2(OH)4 · 4H2O, Pmn21 / Pmnm; Ortho

## Gîtologie
La guilleminite se trouve dans la partie oxydée d'un gisement cuprocobaltifère de type stratiforme situé dans des formations dolomitiques.

### Minéraux associés
Barite, becquerélite, cobaltocalcite, carrollite, cuprosklodowskite, curite, derriksite, kasolite, malachite, marthozite, masuyite, métatorbernite, rutherfordine, schoepite, sengiérite, sklodowskite, soddyite, torbernite, uraninite, uranophane, vandenbrandéite, wulfénite.

## Habitus
La guilleminite se présente en enduits de faible épaisseur (0,5 à 1 millimètre), soit poudreux, soit microcristallins. Ces taches de couleur jaune canari intense peuvent atteindre 1 cm2. Elles sont soyeuses, presque fibreuses. Les plus beaux cristaux mesurent 0,4 millimètre de long. Les cristaux sont des prismes orthorhombiques très aplatis en tablettes rectangulaires larges d’environ 0,2 millimètre. Les cristaux sont aplatis sur {010}.

## Gisements remarquables
- France

Liauzun, Olloix, Saint-Amant-Tallende, Puy-de-Dôme, Auvergne
- République démocratique du Congo

Musonoi Mine, Kolwezi, Western area, Arc cuprifère katangais, Katanga (Shaba) 
Mine de Shinkolobwe (Kasolo Mine), Central Area, Arc cuprifère katangais, Katanga (Shaba) 

## Radioactivité
La guilleminite est un minéral fortement radioactif : il est donc nécessaire de la manipuler avec précaution, de se laver les mains après manipulation et de ne pas en respirer les poussières.

## Galerie

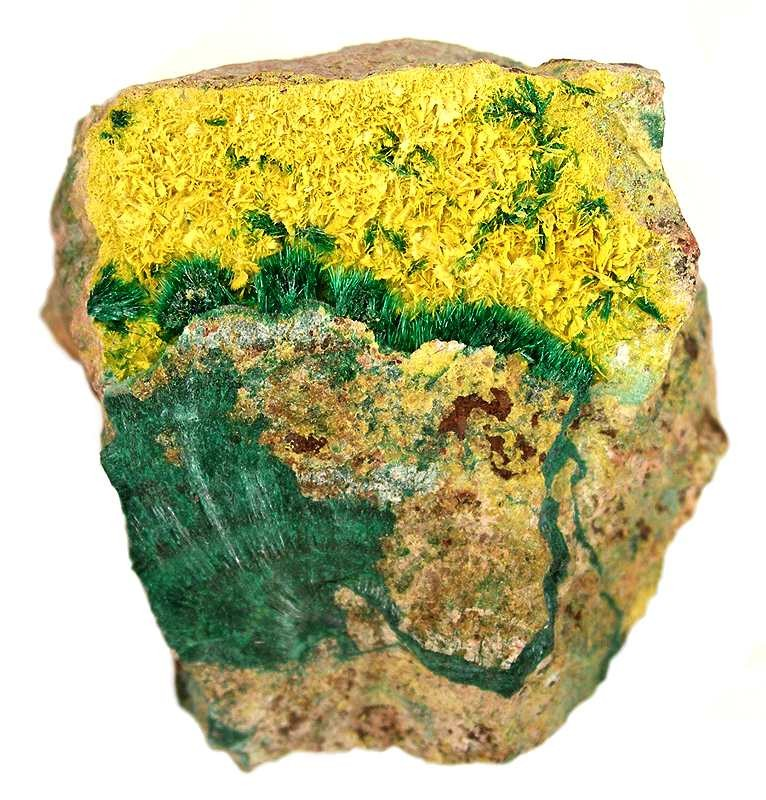
Guilleminite avec malachite, Musonoi Mine, Congo, 4.3 x 4.2 x 3.2 cm.
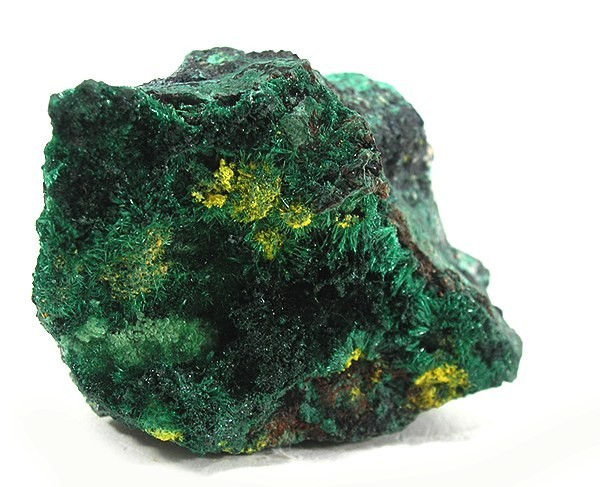
Guilleminite avec malachite, Musonoi Mine, Congo, 4.5 x 3 x 2.1 cm